# Morrissey Provincial Park
Der Morrissey Provincial Park ist ein rund 4,6 Hektar (ha) großer Provincial Park in der kanadischen Provinz British Columbia. Der Park gehört zu der Gruppe von nur rund 5 % der Provincial Parks in British Columbia die eine Fläche von 10 ha oder weniger haben.
Der Park verfügt über keine Art von Infrastruktur und eine touristische Nutzung des Parks ist auch nicht vorgesehen. Für eine solche ist der nur wenige Kilometer nördlich gelegene Mount Fernie Provincial Park geeigneter und auch ausgestattet.

## Anlage
Der Park liegt im Südosten der Provinz im westlichen Vorland der Kanadischen Rocky Mountains im Regional District of East Kootenay, etwa 15 km südlich von Fernie bzw. 15 km nordöstlich von Elko. Er wird nach Osten durch den Elk River begrenzt. Etwas westlich des Parks liegt der Highway 3, der Crowsnest Highway.
Bei dem Park, der am 6. August 1962 eingerichtet wurde, handelt es sich um ein Schutzgebiet der Kategorie II (Nationalpark).

## Flora und Fauna
Innerhalb des Ökosystems von British Columbia wird das Gebiet, in welchem der Park liegt, der Interior Cedar-Hemlock Zone, mit der Moist Cool Subzone, zugeordnet. Diese biogeoklimatischen Zonen zeichnen sich durch das gleiche bzw. ein sehr ähnliches Klima und gleiche oder ähnliche biologische sowie geologische Voraussetzungen aus. Daraus resultiert in der jeweiligen Zonen dann ein sehr ähnlicher Bestand an Pflanzen und Tieren. Der Park dient ausschließlich den Schutz eines kleinen Ökosystems um einen Bestand von Westlichen Balsam-Pappeln.